# Museo Metauros
Il museo archeologico di Metauros o museo Metauros è un museo archeologico situato a Gioia Tauro, in Italia. Il museo illustra la storia di Metauros, un centro fondato dagli abitanti di Zancle (odierna Messina) in collaborazione con Reggio, per motivi espansionistico-commerciali e passato sotto l'influenza della colonia di Locri nel VI secolo a.C.

## Storia
Il Museo nacque nel 2012 come museo civico e divenne statale nel 2014. Nel 2021 iniziarono i lavori di restauro del museo, durante i quali la collezione è stata temporaneamente trasferita presso la sede "Le Cisterne". Il restauro è stato completato nel 2024 e il museo è stato nuovamente inaugurato e riaperto al pubblico..

## Collezione

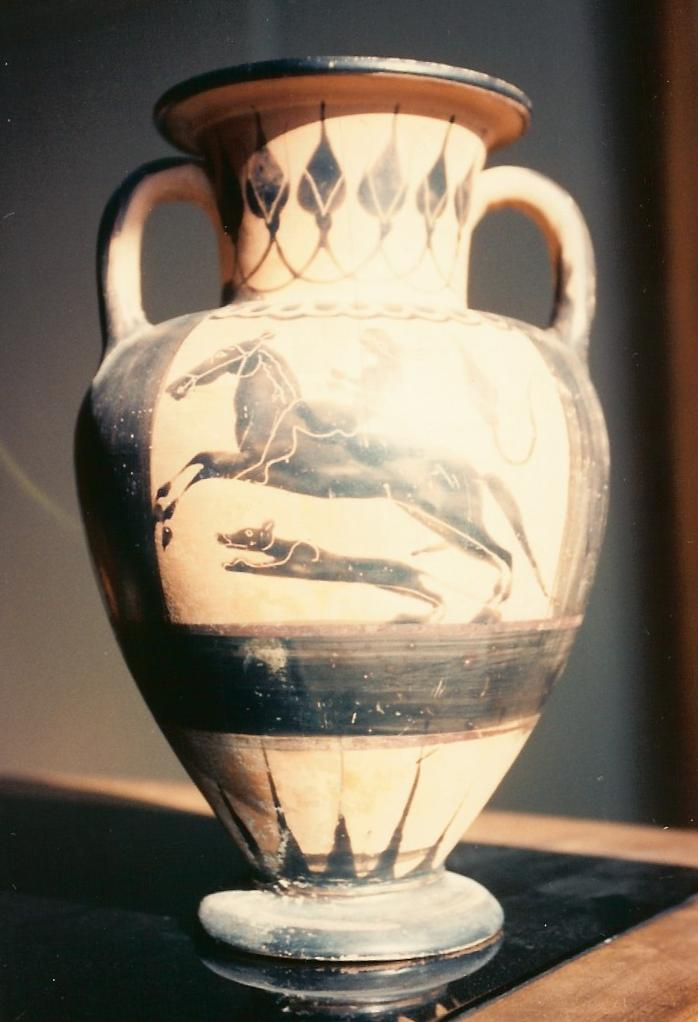
Anfora a figure nere

Il museo Metauros e il Metropolitan Museum of Art di New York custodiscono numerosi reperti provenienti da Metauros, tra cui terrecotte architettoniche e altri oggetti di valore storico e artistico. Gran parte di questi reperti sono stati portati dagli emigranti calabresi nel tardo XIX secolo, che avevano l'opportunità di esportare e vendere i reperti archeologici scoperti nelle loro terre d'origine.
Il percorso museale propone in prevalenza materiali provenienti dall'area della necropoli scavata nel secolo scorso. Tra i manufatti esposti vi sono aryballoi, alabastra di produzione insulare, vasellame attico a vernice e figure nere, nonché anfore da trasporto di tipo SOS. La collezione documenta anche significative testimonianze di presenze indigene del VII secolo a.C.
Uno spazio è dedicato ai rinvenimenti funerari di età romana (II-III secolo d.C.), quando la città è stata nuovamente abitata, dopo l'abbandono durante l'età classica ed ellenistica. Tra il vasellame esposto si distinguono raffinati vasi in vetro decorati con motivi applicati, probabilmente importati dall'area mediterranea, a conferma della vocazione commerciale di Metauros anche in età romana.
L'età medievale è testimoniata da materiali ceramici provenienti da un'area di butto localizzata tra i resti della cosiddetta torre quadrata "normanna" e le mura di cinta, nella parte più settentrionale del Piano delle Fosse. Sono documentati anche vasellame databile tra il XIII secolo e l'età rinascimentale.